# Australothele montana
Australothele montana är en spindelart som beskrevs av Raven 1984. Australothele montana ingår i släktet Australothele och familjen Dipluridae.
Artens utbredningsområde är New South Wales. Inga underarter finns listade.